# Quận (Campuchia)
Quận của Campuchia (khan) là cấp hành chính địa phương thứ hai ở Campuchia, nằm trong các thành phố trực thuộc trung ương. Phân cấp hành chính địa phương ở Campuchia theo hai hệ, hệ thứ nhất từ cao xuống thấp gồm tỉnh (khet)- huyện (srŏk)- xã (khum), và hệ thứ hai từ cao xuống thấp gồm thành phố trực thuộc trung ương (krong)- quận (khan)- phường (sankhat). Quận và huyện cùng cấp, gọi chung là cấp huyện, nhưng một đằng ở khu vực thành thị và một đằng ở khu vực nông thôn.
Campuchia có 14 huyện, thuộc 4 thành phố trực thuộc trung ương. Dưới các quận là các phường.

## Kep
- Damnak Chang'aeur
- Kep

## Pailin
- Pailin
- Sala Krau

## Phnom Penh
- Chamkarmon
- Dangkor
- Daun Penh
- Meanchey
- Prampir Makara
- Russey Keo
- Toul Kork

## Sihanoukville
- Mittakpheap
- Prey Nob
- Stueng hav